# Глева
Гле́ва, Глева́ха — річка в Україні, у межах Фастівського району Київської області. Права притока Бобриці (басейн Ірпеня). 
Довжина — 15 км. Заболоченість річки становить 35 %. 
Глева бере початок у невеликому болоті, що біля Одеської траси, на краю смт Глеваха. Протікає через смт Глеваха, села Іванків і Малютянка. Впадає в Бобрицю на північний захід від села Малютянка. 
Упродовж русла створено 5 ставів (два глеваські, іванківський та два малютянські). Є ще 10 маленьких ставів і копанок, для розведення риби і птиці. 
Унаслідок засмічення річки зникли плітка, щука, лящ, сом; залишилися карась та окунь.